# St. Wenzeslaus (Weißenkirchberg)

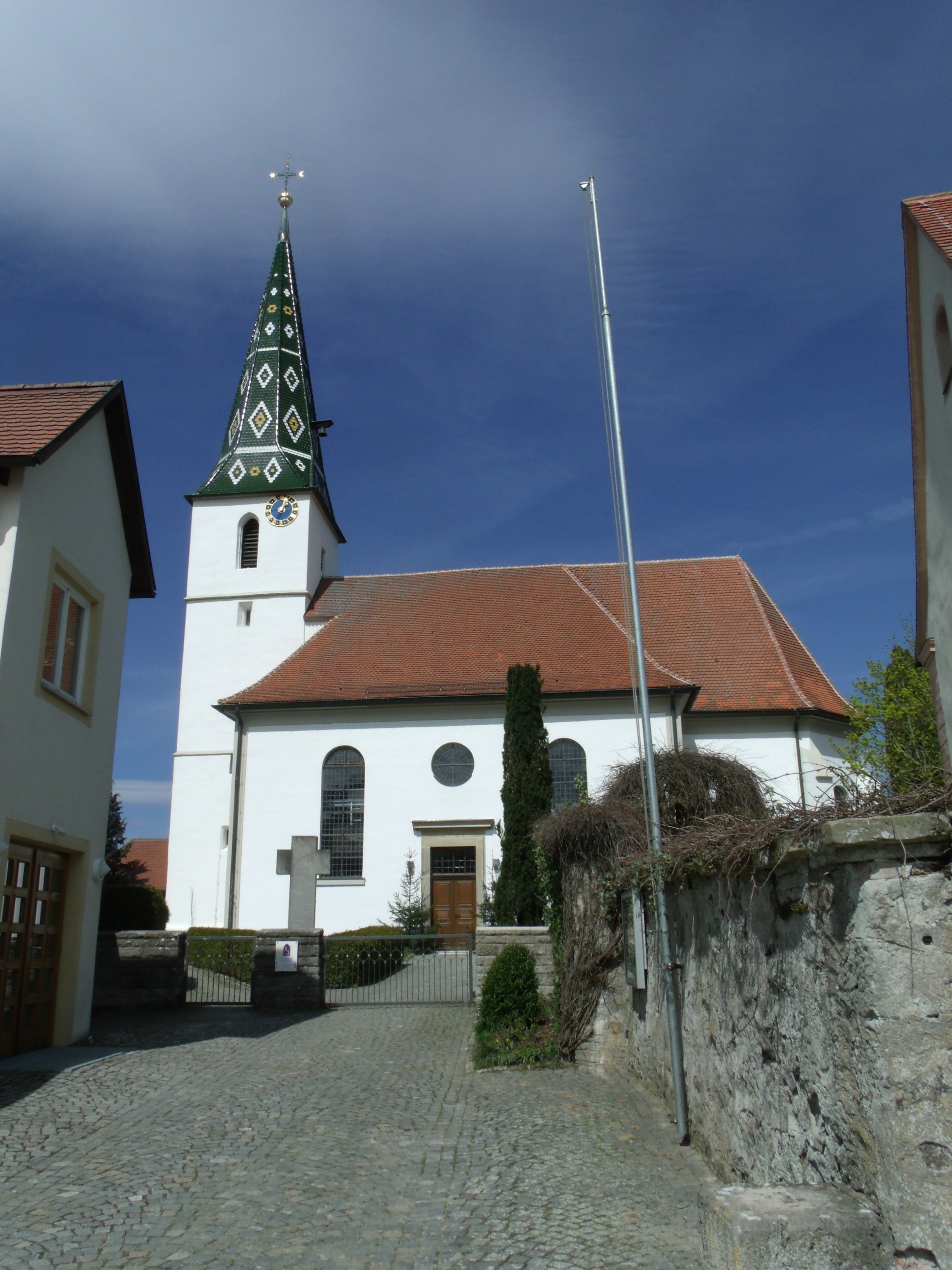
St. Wenzeslaus (Weißenkirchberg)

Die denkmalgeschützte, evangelisch-lutherische Pfarrkirche  St. Wenzeslaus steht in Weißenkirchberg, einem Gemeindeteil der Stadt Leutershausen im Landkreis Ansbach (Mittelfranken, Bayern). Die Kirche ist unter der Denkmalnummer D-5-71-174-116 als Baudenkmal in der Bayerischen Denkmalliste eingetragen. Die Kirchengemeinde gehört zum Dekanat Leutershausen im Kirchenkreis Ansbach-Würzburg der Evangelisch-Lutherischen Kirche in Bayern.

## Beschreibung
Das Langhaus der Saalkirche im Markgrafenstil wurde 1728 nach Plänen von Carl Friedrich von Zocha gebaut. Der eingezogene, dreiseitig geschlossene Chor im Osten und der Kirchturm im Westen sind dagegen im Kern spätmittelalterlich. Das später aufgestockte oberste Geschoss beherbergt die Turmuhr und den Glockenstuhl. Darüber wurde ein achtseitiger Knickhelm gesetzt, der mit farbigen Dachziegeln bedeckt wurde. 
Im Sinne einer Predigtkirche ist im Innenraum der Chor durch die Wand mit dem Kanzelaltar und der darüber liegenden Empore für die Orgel vom Langhaus abgetrennt.